# Sara Gibert
Sara Gibert (Les Fonts de Terrassa, 20 de setembre de 1948) és una pintora catalana.
Llicenciada en Belles Arts per la Universitat de Barcelona (1971).
Ha exposat a Barcelona, Canadà, Califòrnia, París, Nova York o Suècia i ha treballat entorn del cos de l'artista.
Fou coeditora de la revista Neon de Suro (1975-1982), un dels projectes més significatius i el de major ressò internacional de l'anomenada Nova Plàstica Mallorquina,⁣ juntament amb Andreu Terrades, Steva Terrades i Bartomeu Cabot i participà en totes les exposicions on es va presentar la publicació fins a l'any 1982.
També fou membre del col·lectiu Taller Llunàtic, amb el qual signà els textos i participà en les accions "Avís als monstres i dinosaures de General Mola 3" i "Proposam sortir immediatament" (1976).
Algunes de les seves obres a la publicació 'Neon de Suro' són 'Juego de situaciones i límites' on reflexiona respecte a tota una sèrie de convencionalismes que ens afecten quotidianament per indicar un seguit d'instruccions d'ús, seqüències temporals i marges formals i 'Hand Made' on l'artista deixa que el protagonisme absolut sigui de les empremtes de les mans realitzant diferents jocs i variacions formals. Aquesta obra concreta es pot vincular a una de les branques principals del body art, la dels artistes que s'interessen per l'activitat cinètica de l'ésser humà i que reflexionen entorn de la potencialitat social del cos humà, que s'expressa mitjançant gestos.
Col·laborà amb Antoni Muntadas en la publicació "On Subjectivity (50 Photographs from "The Best of Life")", editada pel Center for Advanced Visual Studies, del Massachusetts Institute of Technology, EUA. (1978)